# Wailuku
Wailuku es un lugar designado por el censo ubicado en el condado de Maui en el estado estadounidense de Hawái. En el año 2000 tenía una población de 12 296 habitantes y una densidad poblacional de 937.2 personas por km².

## Geografía
Wailuku se encuentra ubicado en las coordenadas 20°53′31″N 156°30′8″O / 20.89194, -156.50222, a unos 76 metros sobre el nivel del mar. Según la Oficina del Censo, la localidad tiene un área total de 14,1 km² (5,4 mi²), de la cual 13,1 km² (5,1 mi²) es tierra y 1 km² (0,4 mi²) (6.8%) es agua.

## Demografía
Según el censo estadounidense de 2000, la población era de 12 296 habitantes.
Según la Oficina del Censo en 2000 los ingresos medios por hogar en la localidad eran de $45 587, y los ingresos medios por familia eran $51 441. Los hombres tenían unos ingresos medios de $33 429 frente a los $26 487 para las mujeres. La renta per cápita para la localidad era de $20 503. Alrededor del 8.1% de las familias y del 11.2% de la población estaban por debajo del umbral de pobreza.